# فأر القضبان
فأر القضبان أو فأر بتولا (الاسم العلمي: Sicista)، جنس قوارض صحراوية أبازة من فصيلة اليربوعيات.
تتمتع فئران القضبان بتوزيع جغرافي واسع حيث تعيش في مجموعة متنوعة من الموائل مثل الصحاري والمروج.